# Clinique Jeanne d'Arc
La clinique Jeanne d'Arc, crée en 1970, est un établissement de santé privé de l'île de La Réunion, un département d'outre-mer français dans le sud-ouest de l'océan Indien. Elle concentre les activités Femme-Famille-Fécondité. Depuis 2001, elle est intégrée à la Clinique Les Orchidées, qui propose des spécialités chirurgicales en hospitalisation et en ambulatoire, ainsi qu'un service de chimiothérapie. Depuis le 16 janvier 2023, l'ensemble des activités des deux cliniques sont regroupées sur le même site Clinique Les Orchidées  sur le Port au 30, avenue Lénine. La clinique fait partie du Groupe de Santé Clinifutur.
Le centre d’Aide Médicale à la Procréation du Port, créé en 1986, est le premier et unique centre agréé privé de procréation à la Réunion. Celui-ci comprend :
- la maternité de la clinique Jeanne d’Arc
- un laboratoire de biologie médicale
- des biologistes et gynécologues agréés.